# Marijke Jährling
Marijke Jährling (* 1962 oder 1963) ist eine niederländisch-deutsche Schauspielerin, Autorin und Sängerin, die vor allem im Jazz beheimatet ist.

## Leben und Wirken
Jährling wollte schon als Kind Sängerin werden. Über die Plattensammlung ihres Vaters wendete sie sich schon in jungen Jahren  dem Jazz zu. Nach einem Studium der Bildenden Künste und Literatur absolvierte sie eine Schauspielausbildung.
2006 gründete Jährling mit Peter H. Jährling die theater compagnie schattenvögel. Sie arbeitete mit Uli Partheil, Jürgen Wuchner, Jon Sass und Oliver Steidle zusammen und legte 2010 die CD Vermicelli et les Vagamondes vor. Weiterhin war sie als Sprecherin für den Hörfunk und Hörbuchverlage tätig.
Im Jahr 2012 eröffnete sie gemeinsam mit ihrem Ehemann, Peter H. Jährling, das bis 2023 bestehende West Side Theatre in Darmstadt. Das Eröffnungsstück war Billies Blues, ein Theaterstück über die Jazzsängerin Billie Holiday, das Marijke Jährling geschrieben hat. Sie verkörperte auch als Darstellerin Holiday auf der Bühne. Mit ihrer Band NOLA veröffentlichte sie 2013 beim Label Sound&More das Album Portrait of a Lady mit Titeln aus dem Repertoire Holidays. NOLA tourte mit diesem Programm 2015 durch Deutschland. Als entschiedene Humanistin schrieb und veröffentlichte sie (mit dieser Band) den Musiktitel Lampedusa - A Mediterranean Requiem als Antwort auf das massenhafte Sterben von flüchtenden Menschen im Mittelmeer.
Jährling spielte außerdem in Bühnenstücken mit und übernahm Gesangsrollen. 2016 war sie als Schauspielerin und Chansonsängerin in der Tucholsky-Revue Mensch, Kurt! zu sehen, die sie ebenfalls selbst schrieb und für die sie einige Texte von Tucholsky neu vertonte. Im selben Jahr führte sie mit dem französischen Saxophonisten Eric Plandé das Programm Stummvogelschreie auf, das  stimmlich-klangliche Interpretation meist eigener Lyrik von Marijke Jährling, aber auch Texten von Ingeborg Bachmann und Rose Ausländer mit Improvisation verband. 
2017 veröffentlichte Jährling mit ihrer Band das Album Spheres of Monk, eine Hommage an Thelonious Monk, erschienen auf dem US-amerikanischen Label Dot Time Records. Jährling war auch verantwortlich für alle Arrangements auf diesem Album und schrieb zu einigen Stücken neue Texte (Crepuscule with Nellie, Epistrophy, Rhythm a Ning). Auf dem Album wird sie begleitet von ihrer Band, Steffen Müller-Kaiser (Saxofon und Klarinette), Lukas Moriz (Piano), Rudolf Stenzinger (Bass) und Uli Schiffelholz (Schlagzeug). Unter anderem präsentierte sie mit ihrer Band das Album 2017 im Gewölbekeller des Jazzinstituts Darmstadt.
2021 veröffentlichte sie auf Laika Records die CD Bonjour Liberté mit eigenen Vertonungen von Kurt-Tucholsky-Texten und Kurt-Weill-Interpretationen. Jährling übersetzte alle Texte ins Französische, da die Berliner Weill und Tucholsky Paris als Wahlheimat und Zuflucht vor den Zumutungen ihrer Epoche gewählt hatten. Sie ist auch für einige Arrangements der CD verantwortlich, neben Peter Gotthardt und Christoph Schöpsdau. Das deutsche CD-Release fand am 4. September 2021 beim Kurt-Weill-Fest in Dessau statt.

## Veröffentlichungen
- 2013: Portrait of a Lady (mit NOLA; Sound More)
- 2017: Spheres of Monk (Dot Time)[17]
- 2021: Bonjour Liberté (Laika Records)
- 2025: Portrait of Lady Day – Billie Holiday (ACEL)[2]